# L'Homme sans visage (film, 1936)
Pour les articles homonymes, voir L'Homme sans visage.
Pour plus de détails, voir Fiche technique et Distribution.
L'Homme sans visage (The Preview Murder Mystery) est un film américain en noir et blanc réalisé par Robert Florey, sorti en 1936.

## Synopsis
À Hollywood, un réalisateur tourne le remake d'un film muet. Lorsque le tournage est terminé, les acteurs meurent les uns après les autres dans des circonstances mystérieuses. Pour tenter de piéger le meurtrier, une forme précoce de télévision va être utilisée.

## Fiche technique
- Titre : L'Homme sans visage
- Titre original : The Preview Murder Mystery
- Réalisation : Robert Florey
- Scénario : Brian Marlow, Robert Yost, d'après une histoire de Garnett Weston
- Musique :
- Photographie : Karl Struss
- Montage : James Smith
- Directeur artistique : Hans Dreier, A. Earl Hedrick
- Producteur : Harold Hurley
- Société de production : Paramount Pictures
- Pays de production :  États-Unis
- Langue d'origine : anglais américain
- Format : noir et blanc — 35 mm — 1,37:1 — son : mono (Western Electric Noiseless Recording)
- Genre : thriller, policier
- Durée : 60 minutes
- Dates de sortie :
  - États-Unis : 28 février 1936
  - France : 1er avril 1936

## Distribution
- Reginald Denny : Johnny Morgan
- Frances Drake : Peggy Madison
- Gail Patrick : Claire Woodward Smith
- George Barbier : Jerome Hewitt
- Ian Keith : E. Gordon Smith
- Rod La Rocque : Neil DuBeck/Joe Walker
- Conway Tearle : Edwin Strange
- Jack Raymond : George Tyson
- Colin Tapley : directeur du studio
- Jack Mulhall : Jack Rawlins
- Bryant Washburn : Carl Jennings
- Franklyn Farnum : James Daley
- Lee Shumway : le chef de la police
- Spencer Charters : Jones, le gardien